# Paul Keri

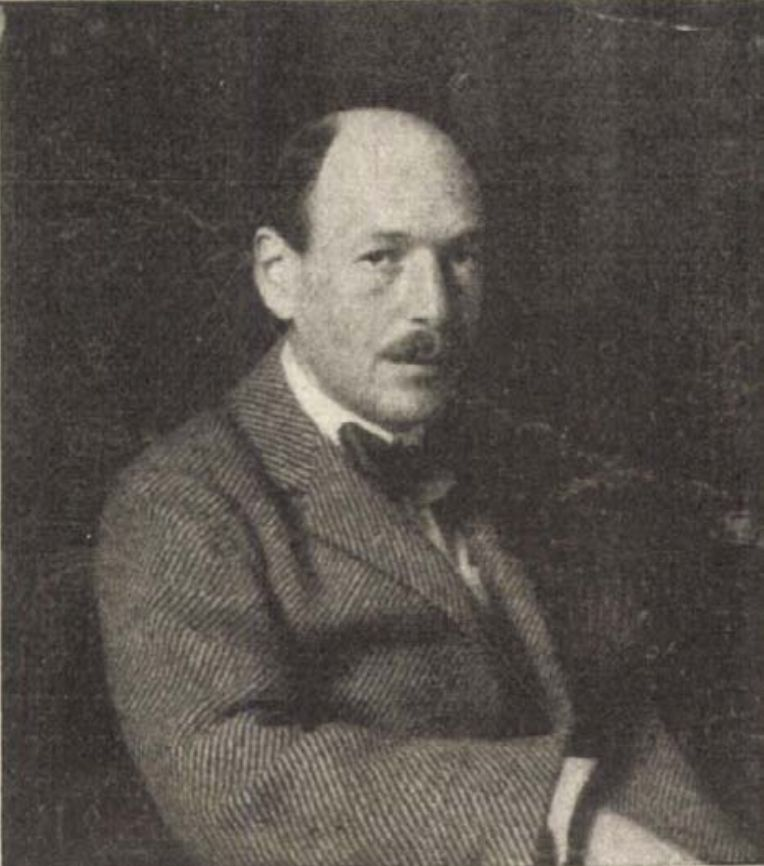
Paul Keri

Paul Keri, ungarisch Kéri Pál Kéri, Paul Kéri (* 5. April 1882 in Budapest; † 6. Februar 1961 in New York City) war ein ungarischer Journalist und Schriftsteller.

## Leben
Paul Keri fing 1910 in Budapest als Journalist bei der Tageszeitung Az Est (Abend) an. Er gehörte zum Kreis um den ersten Ministerpräsidenten der demokratischen Republik Ungarn Mihály Károlyi an und war an der Asternrevolution beteiligt. Während der Ungarischen Räterepublik war er Mitarbeiter der Tageszeitung Népszava. Als Admiral Miklós Horthy 1920 sein diktatorisches Regime einführte, wurde Paul Keri verhaftet und 1921 und unter der Anklage der Mitschuld an der Ermordung des letzten kaiserlichen Ministerpräsidenten István Tisza vor Gericht gestellt und zum Tode verurteilt. 1922 wurde er durch Vermittlung der russischen Regierung gegen noch kriegsgefangene ungarische Offiziere ausgetauscht.
Paul Keri zog nach Wien, war Mitarbeiter der sozialdemokratischen Presse, wie der Arbeiter-Zeitung und wurde 1933 Mitglied der Vereinigung sozialistischer Schriftsteller. In Wien war er auch Mitglied der Loge Labor der Großloge von Wien. Nach 1934 flüchtete er nach Prag, 1939 nach Paris. Schließlich gelangte er in die USA, wo er 1941 die American Association of Democratic Hungarians gründete.
Er lebte mit seiner Frau Etelka in New York City.

## Schriften
- Gas, Tank und Flugzeug; Krieg der Zukunft. – Friede der Zukunft, E. Prager-Verlag, Leipzig-Wien 1931. (=Das Gesicht der Zeit. Eine Bücherfolge für Alle 7)
- Soldat der Revolution - Koloman Wallisch, Prag 1934
- Donaugebiet und Balkan, Prag 1937